# Naturschutzgebiet Brummerhagen

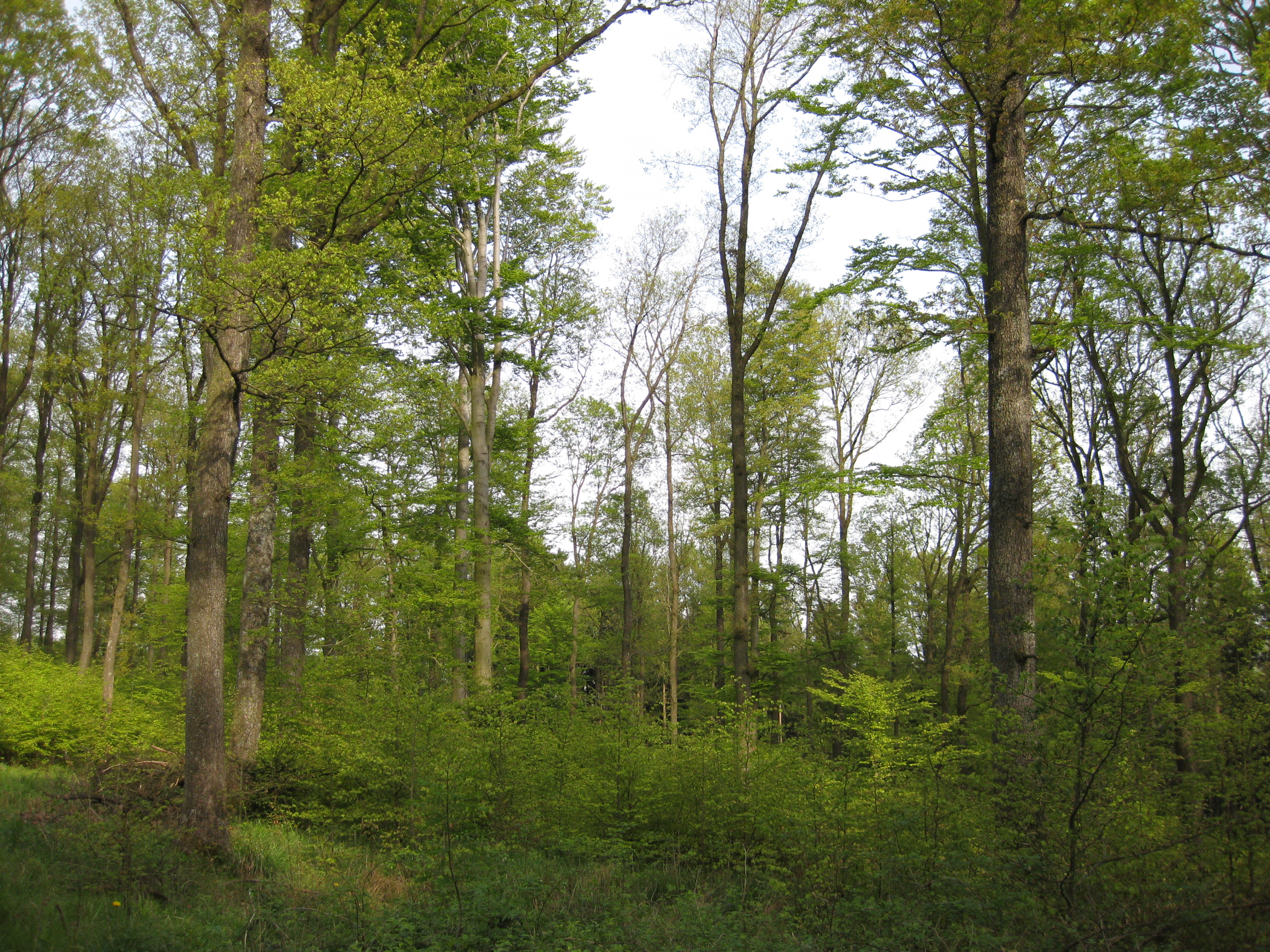
Brummerhagen

Das Naturschutzgebiet Brummerhagen mit einer Größe von 43,87 ha liegt nordöstlich von Scharfenberg im Stadtgebiet Brilon. Das Gebiet wurde 2008 mit dem Landschaftsplan Briloner Hochfläche durch den Hochsauerlandkreis als Naturschutzgebiet (NSG) ausgewiesen. Das NSG gehört seit 2023 zum Vogelschutzgebiet Diemel- und Hoppecketal mit angrenzenden Wäldern.

## Gebietsbeschreibung
Beim NSG handelt es sich um zwei Eichenwälder auf dem Bergrücken des Brummerhagen. Ferner gibt es im NSG Erlenbrüche und Moorbirkenbrüche.
Es wurden durch das Landesamt für Natur, Umwelt und Verbraucherschutz Nordrhein-Westfalen Pflanzenarten wie Adlerfarn, Bach-Spatenmoos, Bitteres Schaumkraut, Echter Baldrian, Flutender Schwaden, Frauenfarn, Gegenblättriges Milzkraut, Gewöhnlicher Gilbweiderich, Goldenes Frauenhaarmoos, Großes Hexenkraut, Große Sternmiere, Hain-Gilbweiderich, Hain-Sternmiere, Harzer Labkraut, Heidelbeere, Kleiner Dornfarn, Quell-Sternmiere, Quirl-Weißwurz, Salbei-Gamander, Siebenstern, Sprossender Bärlapp, Sumpfdotterblume, Sumpf-Helmkraut, Sumpf-Labkraut, Sumpf-Vergissmeinnicht, Wald-Schachtelhalm, Wald-Ziest, Wiesen-Wachtelweizen und Zweiblättrige Schattenblume nachgewiesen.

## Schutzzweck
Das NSG soll die Eichenwälder, Erlenbrüche und Moorbirkenbrüche schützen. Wie bei allen Naturschutzgebieten in Deutschland wurde in der Schutzausweisung darauf hingewiesen, dass das Gebiet „wegen der Seltenheit, besonderen Eigenart und Schönheit des Gebietes“ zum Naturschutzgebiet wurde. Der Landschaftsplan führt zum speziellen Schutzzweck auf: „Erhaltung und Optimierung von Erlen-, Moorbirkenbruch- und (tlw. feuchten) Eichenwaldgesellschaften als seltene Biotoptypen und zum Schutz der darin vorkommenden Lebensgemeinschaften, in denen gefährdete Tier- und Pflanzenarten erfasst sind; Sicherung der besonderen Eigenart der Bruchwälder im Bild der Waldlandschaft; Verbesserung der Verbundstrukturen zwischen den Sonderstandorten durch Verwendung bodenständiger Baumarten bei Wiederaufforstung sowie des Wasserhaushalts der Bruchwälder durch die Beseitigung von Entwässerungseinrichtungen im Rahmen der Pflege des Gebietes.“